# Calophyllum calcicola
Calophyllum calcicola är en tvåhjärtbladig växtart som beskrevs av P.F. Stevens. Calophyllum calcicola ingår i släktet Calophyllum och familjen Calophyllaceae. Inga underarter finns listade i Catalogue of Life.